# السا د منتسرات
السا د منتسرات (به اسپانیایی: Olesa de Montserrat) یک شهرستان در اسپانیا است که در استان بارسلون واقع شده‌است.

## خصوصیات
السا د منتسرات ۱۶٫۷۵ کیلومترمربع مساحت و ۲۳٬۳۰۱ نفر جمعیت دارد و ۱۲۴ متر بالاتر از سطح دریا واقع شده‌است.